# دریاچه کانادا (نیویورک)
دریاچه کانادا، نیویورک (انگلیسی: Canada Lake, New York) یک دهکده است که در شهر کاروگا در شهرستان فولتن، نیویورک قرار دارد.